# Йоркіна Жанна Дмитрівна
Жанна Дмитрівна Йоркіна (рос. Жанна Дмитриевна Ёркина, 6 травня 1939 — 25 травня 2015) — радянський космонавт. Досвіду космічних польотів не має.

## Біографія
Народилася 6 травня 1939 року в місті Сольці Новгородської області РРФСР. У 1956 році закінчила середню школу в місті Тамбові. У 1961 році закінчила Рязанський педагогічний інститут. Від вересня 1961 до лютого 1962 року працювала вчителькою восьмирічної школи села Пальково Рязанської області. 1957 року почала займатись у Рязанському аероклубі, перед зарахуванням до загону космонавтів мала понад 150 стрибків з парашутом.

## В загоні космонавтів
У грудні 1961 радянською владою для відправки в космос першої жінки-громадянки СРСР здійснено набір жінок-космонавтів. У лютому 1962 року Жанна Йоркіна була обрана членом групи з п'яти жінок-космонавтів, які пройшли навчання для космічного польоту на космічному кораблі «Восток». Як і кілька інших членів групи, вона була парашутистом-аматором.
У 1963 році одружилася з Валерієм Сергійчиком, у подружжя народилось двоє дітей — Валерій та Світлана, порушуючи правило Корольова, що космонавти-жінки повинні відкласти дітей і присвятити себе космічній програмі.
Першою жінкою в космосі стала Валентина Терешкова у червні 1963 року на борту «Востока-6». Дублером Терешкової була Ірина Соловйова, а Валентина Пономарьова була «другим резервним» космонавтом. Йоркіна була усунута з відбору у місію через низькі результати на тренажері.
Йоркіна вважалася однією з найменш придатних до польоту із групи жінок-космонавтів, і Каманін скаржився, що вона «дуже любить шоколад і тістечка». Вона була включена до запланованого жіночого екіпажу на «Восході-5» з виходом у відкритий космос, лише як другорядний член резервного екіпажу.
У 1964—1969 роках навчалась на інженерному факультеті ВВІА ім. М. Є. Жуковського. Отримала кваліфікацію «льотчик-космонавт-інженер».
1 жовтня 1969 року відрахована з загону космонавтів у зв'язку з розформуванням жіночої групи.

## Подальша діяльність
Після закриття програми «Восход» Йоркіна працювала в Центрі підготовки космонавтів імені Ю. А. Гагаріна на різних посадах, брала участь у випробуваннях космоплана за програмою «Спираль».
З 1 жовтня 1969 року — молодший науковий співробітник науково-дослідного методичного відділу підготовки космонавтів. З 29 грудня 1978 року — помічник провідного інженера-випробувача у різних відділеннях Центру підготовки космонавтів. 20 липня 1989 року звільнена в запас за віком.
Померла 25 травня 2015 року від інсульту. Похована на цвинтарі села Леоніха поблизу Зоряного містечка, Московська область.

## Родина
- Батько — Йоркін Дмитро Дмитрович, (1910—1979), військовий льотчик, учасник Другої світової війни.[5]
- Мати — Йоркіна (Миколаєва) Антоніна Григорівна, (1907—1989), домогосподарка.
- Сестра — Йоркіна Лія Дмитрівна, 1936 р.н., Інвалід з дитинства.
- Брат — Йоркін Валерій Дмитрович, 1941 р.н . інженер.
- Чоловік (колишній) — Сергейчик Валерій Миколайович, рід. 05.10.1940, військовослужбовець, в запасі. У шлюбі з 14 грудня 1963 року.
- Син — Сергейчик Валерій Валерійович, нар. 04.10.1964, льотчик.
- Дочка — Смирнова (Сергейчик) Світлана Валеріївна, нар. 23.09.1970, домогосподарка.